# الكسندر جي. فرازير
الكسندر جي. فرازير (بالإنجليزية: Alexander G. Fraser)‏ هو عالم حاسوب بريطاني وأمريكي، ولد في القرن العشرين.